# Aphis herniariae
Aphis herniariae är en insektsart. Aphis herniariae ingår i släktet Aphis och familjen långrörsbladlöss. Inga underarter finns listade i Catalogue of Life.